# Adiemus (nummer)
Adiemus is een nummer van het Welshe project Adiemus. Het nummer verscheen op het debuutalbum Adiemus: Songs of Sanctuary uit 1995. Op 10 oktober van dat jaar werd het uitgebracht als de eerste single van het album.

## Achtergrond
Adiemus is geschreven door Karl Jenkins, de leider van het project, en geproduceerd door Jenkins en Mike Ratledge. Jenkins schreef het nummer in 1994 voor een televisiereclame van Delta Air Lines. Jenkins koos de Zuid-Afrikaanse zangeres Miriam Stockley als leadzangeres vanwege haar wijde intonatie, terwijl de Britse zangeres Mary Carewe de harmoniezang verzorgde. Ook is het London Philharmonic Orchestra te horen.
Het idee van Adiemus was om een modern nummer te schrijven door oude muziekvormen te gebruiken, zoals rondo en driedeligheid. De tekst zelf heeft geen betekenis; de zangstem wordt simpelweg gezien als een instrument. Het nummer bevat een mix van Afrikaanse en Keltische muziek.
Adiemus werd een hit in een aantal landen. In het Verenigd Koninkrijk kwam het slechts tot plaats 48, maar in Duitsland, Oostenrijk en Zwitserland bereikte het de top 10. In Nederland kwam de single tot de achttiende plaats in de Top 40 en de zestiende plaats in de Mega Top 50.

## Hitnoteringen

### Nederlandse Top 40
| Hitnotering: 08-07-1995 t/m 12-08-1995 | Hitnotering: 08-07-1995 t/m 12-08-1995 | Hitnotering: 08-07-1995 t/m 12-08-1995 | Hitnotering: 08-07-1995 t/m 12-08-1995 | Hitnotering: 08-07-1995 t/m 12-08-1995 | Hitnotering: 08-07-1995 t/m 12-08-1995 | Hitnotering: 08-07-1995 t/m 12-08-1995 | Hitnotering: 08-07-1995 t/m 12-08-1995 |
| Week                                   | 1                                      | 2                                      | 3                                      | 4                                      | 5                                      | 6                                      |                                        |
| -------------------------------------- | -------------------------------------- | -------------------------------------- | -------------------------------------- | -------------------------------------- | -------------------------------------- | -------------------------------------- | -------------------------------------- |
| Positie                                | 33                                     | 26                                     | 22                                     | 20                                     | 18                                     | 26                                     | uit                                    |

### Mega Top 50
| Hitnotering: 08-07-1995 t/m 12-08-1995 | Hitnotering: 08-07-1995 t/m 12-08-1995 | Hitnotering: 08-07-1995 t/m 12-08-1995 | Hitnotering: 08-07-1995 t/m 12-08-1995 | Hitnotering: 08-07-1995 t/m 12-08-1995 | Hitnotering: 08-07-1995 t/m 12-08-1995 | Hitnotering: 08-07-1995 t/m 12-08-1995 | Hitnotering: 08-07-1995 t/m 12-08-1995 |
| Week                                   | 1                                      | 2                                      | 3                                      | 4                                      | 5                                      | 6                                      |                                        |
| -------------------------------------- | -------------------------------------- | -------------------------------------- | -------------------------------------- | -------------------------------------- | -------------------------------------- | -------------------------------------- | -------------------------------------- |
| Positie                                | 40                                     | 28                                     | 19                                     | 16                                     | 24                                     | 36                                     | uit                                    |

### NPO Radio 2 Top 2000
| Nummer met noteringen in de NPO Radio 2 Top 2000 | '01 | '02  | '03 | '04 | '05 | '06  | '07 | '08 | '09  | '10  | '11  | '12  | '13  | '14  | '15  |
| ------------------------------------------------ | --- | ---- | --- | --- | --- | ---- | --- | --- | ---- | ---- | ---- | ---- | ---- | ---- | ---- |
| Adiemus                                          | 638 | 1387 | 825 | 965 | 929 | 1207 | 887 | 969 | 1717 | 1449 | 1349 | 1326 | 1617 | 1949 | 1796 |

1. ↑  Een vetgedrukt getal geeft de hoogste notering aan.
2. ↑  2001 was het eerste jaar met een notering voor dit nummer.
3. ↑  Deze tabel is bijgewerkt tot en met de laatste editie (2024).